# Containern

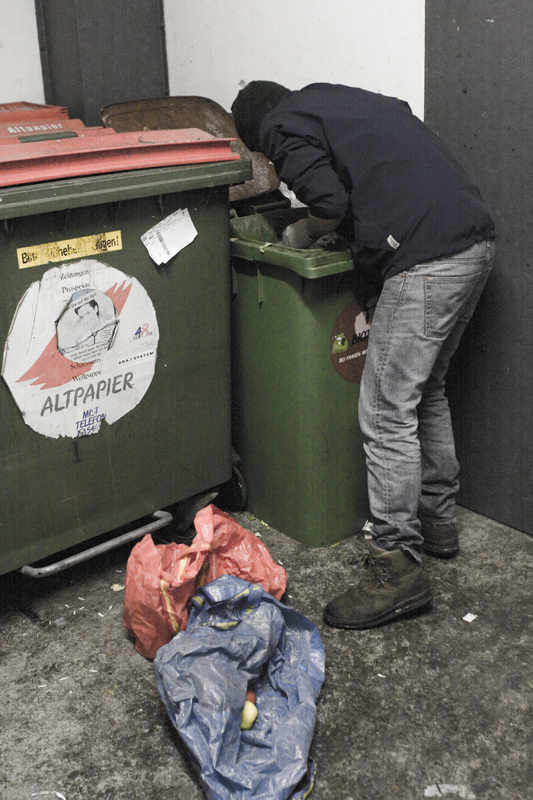
Containern

Containern oder Mülltauchen (engl. dumpster diving, daher auch Dumpstern) bezeichnet die Mitnahme weggeworfener Waren (meistens Lebensmittel) aus Abfallcontainern.
Containert wird in der Regel bei Abfallbehältern von Supermärkten, aber auch bei Fabriken. Die Lebensmittel wurden meist wegen abgelaufener Mindesthaltbarkeitsdaten, Druck- und Fäulnisstellen oder als Überschuss weggeworfen. Viele der Lebensmittel sind jedoch ohne wesentliche Geschmacks- und Qualitätseinbußen und ohne erhöhtes gesundheitliches Risiko noch eine gewisse Zeit genießbar.

## Hintergrund

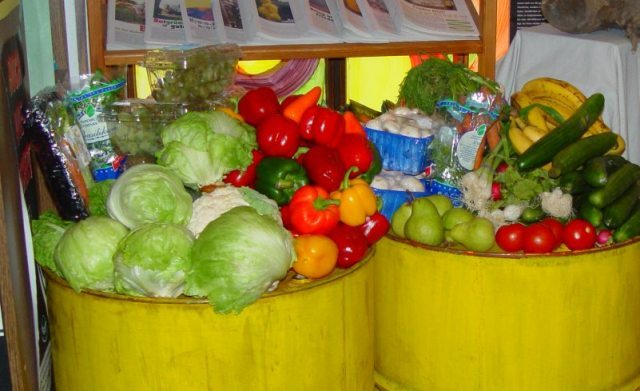
Gemüse und Obst aus Containern

Unter den Personen, die containern, sind einerseits bedürftige Menschen und andererseits Menschen, die sich auf diese Weise gegen die Verschwendung von Lebensmitteln einsetzen bzw. die Lebensmittelwirtschaft nicht unterstützen wollen.
Eine amerikanische empirische Studie von Nicole Eikenberry und Chery Smith aus dem Jahr 2005 ergab, dass 18,9 Prozent der nach ihrem Essverhalten befragten 396 Personen schon einmal in ihrem Leben Lebensmittel aus der Mülltonne zu sich genommen hatten. Das häufigste Motiv im urbanen Raum war Hunger. Demgegenüber ist die bekannteste Praxis des Containerns globalisierungs- als auch kapitalismuskritisch motiviert und ein fester Teilbereich einer Lebensweise, des Freeganismus, die auf weitgehender Konsumverweigerung und einer Boykottierung der sogenannten Wegwerfgesellschaft beruht.

## Rechtslage

### Deutschland
Containern kann gemäß § 123 Abs. 1 StGB (Hausfriedensbruch) und/oder nach herrschender Meinung gemäß § 242 StGB (Diebstahl) und ggf. § 243 StGB verboten sein. Wegen der Geringwertigkeit kommt regelmäßig eine Strafverfolgung nur auf Antrag in Betracht (§ 248a und § 123 Abs. 2 StGB). Im konkreten Fall kommt es auf die genauen Umstände an. In der Rechtspraxis (Staatsanwaltschaften, Gerichte, Polizei) wurde das Containern bereits in der dritten Strafinstanz und sogar schon vor dem Bundesverfassungsgericht verhandelt. Verschiedene Staatsanwaltschaften und die Polizei verfolgen das Containern. Eine Strafbarkeit kommt vor allem bei der Überwindung eines physischen Hindernisses, das einem Container vorgelagert ist, als Hausfriedensbruch in Betracht oder als mitunter schwerer Diebstahl. Nur juristische Mindermeinungen gehen zum Teil von einer Straflosigkeit aus, sie argumentieren mit einem vorgelagerten Eigentumsverlust durch das Wegwerfen (Dereliktion; Wegwerfen als konkludente Willenserklärung), was jedoch von der zurzeit herrschenden Meinung abgelehnt wird. Manche Literaturstimmen sprechen sich gegen eine strafrechtliche Verfolgung des Containerns aus, weil das verwirklichte Unrecht und die Schuld des Täters beim Containern nur gering sei (Einstellung eines eventuellen Strafverfahrens gem. § 153 StPO wegen Geringfügigkeit).
In Deutschland wird Abfall, der in entsprechenden Behältern auf privaten Grundstücken wie zum Beispiel Supermärkten oder Fabriken gesammelt und den kommunalen und privaten Städtereinigungsbetrieben zur Entsorgung bereitgestellt wird, nach dem Abfallrecht bis zur Abholung dem Eigentum des Abfallbesitzers bzw. Grundstückseigentümers zugerechnet, danach dem des Entsorgungsträgers. Damit handelt es sich nicht um eine Sache, deren Eigentum aufgegeben wurde (Dereliktion) und die man sich als herrenlose Sache aneignen darf. Von Mundraub kann somit nicht gesprochen werden. 
2004 wurde eine beim Containern erwischte Kölnerin wegen gemeinschaftlichen Diebstahls in einem besonders schweren Fall angeklagt. Das Verfahren wurde gegen die Auflage, 60 Stunden gemeinnützige Arbeit zu leisten, eingestellt.
Im Mai 2009 beschäftigte sich der Sächsische Landtag nach einer Kleinen Anfrage der Linkspartei mit der strafrechtlichen Würdigung des Containerns. Auslöser war ein gegen zwei Containerer eingeleitetes Ermittlungsverfahren. Zwischenzeitlich hatte bereits die Staatsanwaltschaft Bautzen das Verfahren eingestellt, da kein besonderes öffentliches Interesse an der Strafverfolgung bestand und der Betreiber des Supermarktes keinen Strafantrag stellte.
Im Juni 2013 hob das Landgericht Aachen ein Urteil des Dürener Amtsgerichts auf, das zwei Containerer wegen Diebstahls zu Geldbußen verurteilt hatte. Das Verfahren wurde ohne Auflage eingestellt, weil der Strafantrag von der antragstellenden Supermarktkette zurückgezogen wurde.
Am 31. Januar 2019 wurden zwei Studentinnen aus Olching, die 2018 aus dem Müllcontainer eines Supermarkts noch verzehrbare Lebensmittel geholt hatten, vom Amtsgericht Fürstenfeldbruck wegen „gemeinschaftlich begangenen Diebstahls“ verwarnt. Die Geldstrafe von 225 Euro (15 Tagessätze zu 15 Euro) wurde für zwei Jahre zur Bewährung ausgesetzt (Verwarnung mit Strafvorbehalt). Als Bewährungsauflage wurde den Studentinnen aufgegeben, acht Stunden gemeinnützige Arbeit bei einer Tafel zu leisten. Der Fall hat bundesweit Debatten und Proteste gegen das Urteil und die Kriminalisierung des Containerns ausgelöst. Renate Künast forderte 2019 eine Neuregelung für Lebensmittelspenden und einen rechtlichen Schutz für Menschen, die „containern gehen“. Die Revisionen wurden vom Bayerischen Obersten Landesgericht mit Beschluss vom 2. Oktober 2019 als unbegründet verworfen. Lediglich, dass der Diebstahl gemeinschaftlich begangen worden sei, wurde als überflüssig aus dem Schuldspruch gestrichen. Das Bundesverfassungsgericht nahm die hiergegen gerichtete Verfassungsbeschwerde mit Beschluss vom 5. August 2020 nicht zur Entscheidung an und führte aus, dass die Auslegung der Fachgerichte weder gegen das Willkürverbot verstößt noch die Beweiswürdigung verfassungsrechtlich zu beanstanden ist. Auch der Grundsatz der Verhältnismäßigkeit und insbesondere das Ultima-Ratio-Prinzip gebieten keine Einschränkung der Strafbarkeit. Der Gesetzgeber darf das zivilrechtliche Eigentum grundsätzlich auch an wirtschaftlich wertlosen Sachen strafrechtlich schützen. Nach einer in der Literatur vertretenen Meinung hätte das Bayerische Oberste Landesgericht allerdings ganz anders entscheiden können, wenn der Inhalt des Containers jedermann zugänglich gewesen wäre und nicht mit einem Vierkantverschluss gesichert.
Am 26. März 2019 wurden zwei Männer am Amtsgericht Hannover freigesprochen, da in der Hauptverhandlung der Strafantrag vom Filialleiter des betroffenen Marktes zurückgenommen wurde und nach Aussage der Staatsanwaltschaft Hannover kein besonderes öffentliches Interesse an einer Strafverfolgung vorlag.
Im April 2019 stellte die Fraktion DIE LINKE im Bundestag einen Antrag, das Containern von Lebensmitteln zu entkriminalisieren. Der Antrag wurde am 23. Juni 2021 abgelehnt. Ende Mai 2019 forderte der Hamburger Justizsenator Till Steffen eine Gesetzesänderung, damit das Containern zukünftig straflos bleibt. Dieses Vorhaben fand jedoch bei einem Treffen der Justizminister der Bundesländer keine Mehrheit.
Im Januar 2023 sprachen sich Bundesjustizminister Marco Buschmann und Bundeslandwirtschaftsminister Cem Özdemir dafür aus, dass das Containern künftig straffrei sein solle, außer in Fällen, in denen die Überwindung von Hindernissen über einen unwesentlichen Aufwand hinausgeht oder wenn gleichzeitig der Tatbestand der Sachbeschädigung erfüllt wird.
Eine Supermarktkette im Osnabrücker Land kehrt seit Februar 2023 die Vorgehensweise um: Dort können entsprechende Lebensmittel gratis aus einer im Eingangsbereich aufgestellten Goldenen Tonne entnommen werden.

### Österreich
Gemäß österreichischem Recht bewegt man sich beim Containern in einer Grauzone, da Müll zwar als herrenlose Sache gilt, wenn er auf der Straße liegt, aber bei Müll in Containern oder Mülltonnen handelt es sich um Diebstahl, da das Behältnis und sein Inhalt (so er von Wert ist) im Eigentum des öffentlichen oder privaten Containerbetreibers steht. Die Grauzone beginnt damit also, ob das abgelaufene Lebensmittel einen Wert hat oder nicht.
Am 20. August 2024 wurde ein Wiener Dumpsterer vom Bezirksgericht Wien-Leopoldstadt für „versuchten Diebstahl“ zu 4 Wochen bedingter Haftstrafe verurteilt. Es ist der erste bekannte derartige Schuldspruch in Österreich. Ein Einbruch konnte dem Dumpsterer nicht vorgeworfen werden, da die Tür zum Müllraum eines Supermarkts unverschlossen war. Er hatte auch nichts beschädigt. Der Supermarkt hat keine Anzeige erstattet, sondern eine Frau, die den Dumpsterer gesehen hatte, hat die Polizei gerufen.

### Schweiz
Markus Melzel, Sprecher der Basler Staatsanwaltschaft: „Was weggeworfen wird und nicht für Dritte bestimmt ist, gehört niemandem mehr. Wenn man nicht über einen Zaun steigen oder ein Schloss aufbrechen muss, um an die Waren heranzukommen, dann ist gegen das Containern nichts einzuwenden.“

### Frankreich
Um Lebensmittel für das Containern ungenießbar zu machen, hatten Supermärkte in Frankreich sie mit Javelwasser übergossen. Dies war der Anlass für eine Gesetzesänderung, die das französische Parlament 2015 einstimmig beschlossen hat. Demnach dürfen Supermärkte mit einer Verkaufsfläche von mehr als 400 Quadratmetern ihre Nahrungsmittelreste nicht mehr in Containern entsorgen. Sie müssen sie wohltätigen Organisationen spenden, als Tierfutter verkaufen, für Dünger oder zur Energiegewinnung zur Verfügung stellen.

### Kanada
Dumpster Diving im öffentlichen Raum ist in Montreal legal. Entsprechend wird es auch tagsüber praktiziert.

### Neuseeland
In Neuseeland ist Dumpster Diving illegal, die Aktivität wird deshalb auf die Nacht verlegt.

### Vereinigte Staaten
In den Vereinigten Staaten gilt ein scharfes angelsächsisches Recht des Hausfriedensbruchs, wonach die Polizei Personen, die sich vermutlich ohne Erlaubnis auf privatem Grund befinden, verhaften und anklagen kann. Der genaue Rechtsstand bezieht sich auf die Örtlichkeit, wobei Dorf, Stadt, Landkreis oder Staat ihre eigene Gerichtsbarkeit haben können. Gleichzeitig gibt es örtlich verschiedene Gesetze und Richtlinien, die das Besitztum von Abfall behandeln: So kann der Abfall dem gehören, der ihn zum Abholen auf dem Grundstück oder auf der Straße lässt, der Abfall wird herrenlos, oder der Abfall wird de jure Besitztum dessen, dessen Aufgabe es ist, ihn abzuholen. Die genaue örtliche Rechtslage ist nicht nur beim Containern wichtig, sie bestimmt auch, unter welchen Umständen Abfall von den Justizbehörden eingesammelt werden kann mit oder ohne Durchsuchungsbefehl. Containern wird juristisch generell nicht verfolgt, wobei es Ausnahmefälle gibt und sich die örtliche Rechtslage oft den lokalen politischen Gegebenheiten anpasst.

## Verwendung des Begriffs in der IT-Sicherheit
Abweichend vom Containern von Lebensmitteln, wird unter den englischen Begriffen „Dumpster Diving“ sowie „Information Diving“, auch im Deutschen, zudem die Beschaffung von sensiblen Daten und Informationen aus Mülleimern verstanden, sowohl ausgedrucktes Material als auch von alten Computern und Festplatten.